# José Francisco Altur
José Francisco Altur, né le 24 mai 1968 à Valence, est un joueur de tennis professionnel espagnol, actif dans les années 1980-1990.

## Carrière
Fait rarissime, il remporte à Saint-Marin le premier tournoi ATP auquel il participe en 1989 mais celui-ci restera son unique titre.
Il a cependant remporté quatre titres Challenger : à Saragosse en 1991, Porto en 1992, Tenerife en 1993 et Genève en 1994.

## Palmarès

### Titre en simple (1)
| No | Date       | Nom et lieu du tournoi                               | Catégorie  | Dotation | Surface      | Finaliste    | Score         |  |
| -- | ---------- | ---------------------------------------------------- | ---------- | -------- | ------------ | ------------ | ------------- |  |
| 1  | 21-08-1989 | Campionati Internazionali di San Marino, Saint-Marin | Grand Prix | 93 400 $ | Terre (ext.) | Roberto Azar | 6-7, 6-4, 6-1 |  |